# Федорчук Олександр Михайлович
Олександр Михайлович Федорчук (14 березня 1883 , Шпанів, Рівненська волость, Ровенський повіт, Волинська губернія, Російська імперія  — невідомо ) — український радянський діяч, залізничник, машиніст паровозного депо станції Здолбунів Рівненської області. Депутат Верховної Ради УРСР 1-го скликання (з 1940 року) від Рівненської області.

## Біографія
Народився 14 березня 1883 року в родині селянина села Шпанів, тепер Рівненський район, Рівненська область, Україна. Навчався в Ровенському двокласному училищі, яке покинув після смерті батька.
З чотирнадцятирічного віку — учень слюсаря Шпанівського цукрового заводу на Рівненщині, де навчався три роки.
З 1901 року чотири роки працював помічником слюсаря, слюсарем майстерні паровозного депо Здолбунова Волинської губернії. З 1904 року — помічник машиніста паровозного депо станції Здолбунів.
У 1908 році склав іспити на машиніста паровоза у місті Києві.
З 1908 по 1920 рік — машиніст паровозного депо станції Здолбунів Волинської губернії.
У 1920 році звільнений із роботи окупаційною польською владою, тривалий час був безробітним. З 1927 по 1932 рік працював чистильником канав у депо, стрілочником, розтопником паровозів депо Здолбунова. У 1932 році знов був звільнений із роботи і до 1939 року залишався безробітним.
З 21 вересня 1939 по червень 1941 року — машиніст, черговий по депо, інженер із техніки безпеки паровозного депо станції Здолбунів Рівненської області.
Під час німецько-радянської війни у 1941 році був евакуйований.
З 1944 року — уповноважений із відбудови паровозного депо станції Здолбунів Рівненської області.